# Song Si-yeol
Song Si-yeol(1607-1689; Hanja:宋時烈, Coreia:송시열), foi um acadêmico, poeta, artista, oficial e primeiro ministro da vice-primeiro-ministro da dinastia Joseon da Coreia. O seu pseudônimo era Wuam (우암) ou Wuja (우재), Hwayangdongju(화양동주).
Foi um cabeçalho da Facção Sul (西人, 서인), e um seguidor de Song Yichang ou Kim Jang-saeng, Kim Jip, Kim Sang-heon. Yu nasceu em Okcheon, na província de Chungcheong do Norte, de uma família yangban (nobres coreanos) do clã Eunjhin Song.

## Livro trabalho
- Uamjip(우암집, 尤庵集)
- UamSeonsanghoojip(우암선생후집, 尤菴先生後集)
- Uamyugo(우암유고, 尤菴遺稿)
- Joojadaejeon(주자대전잡억)
- Songseoseupyu(송서습유, 宋書拾遺)
- Songseosokseupyu(송서속습유, 宋書續拾遺)
- Joojadaejeonchaui(주자대전차의, 朱子大全箚疑)
- Jeongseobunryu(정서분류, 程書分類)
- Joojauhryusobun(주자어류소분, 朱子語類小分)
- Nonmaengmunuitonggo(논맹문의통고, 論孟問義通攷)
- Shimgyungseokui(심경석의, 心經釋義)
- Shambangchwalyo(삼방촬요, 三方撮要)
- Songjadaejeon(송자대전, 宋子大全)
- Jangreungjimun(장릉지문, 長陵誌文)
- Youngreungjimun(영릉지문, 寧陵誌文)
- Songjungilmyojimyung(송준길묘지명)
- Sagyeseonsaenghangjang(사계선생행장, 沙溪先生行狀)

## Outros sites
- Song Si-yeol (Inglês)
- Song Si-yeol Memorial museum (Coreia)